# Al-Gama'a al-Islamiyya
La Al-Gama'a al-Islamiyya (en árabe, الجماعة الإسلامية), traducible por ‘El grupo islámico’, es una organización terrorista e islamista egipcia que busca, mediante la acción armada, derrocar el actual régimen egipcio y sustituirlo por un califato restaurado. Dicha organización es considerada terrorista por los gobiernos de Egipto, Estados Unidos, Reino Unido y la Unión Europea. El grupo se dedicó al derrocamiento del gobierno egipcio y su sustitución por un estado islámico; el grupo se ha comprometido por medios pacíficos tras el golpe de Estado que derrocó a Mohamed Morsi.
De 1992 a 1998, al-Gama'a al-Islamiyya luchó contra una insurgencia contra el gobierno egipcio durante la cual murieron al menos 796 policías y soldados egipcios, combatientes de al-Gama'a al-Islamiyya y civiles, entre ellos decenas de turistas. Durante la lucha, al-Gama'a al-Islamiyya recibió apoyo de los gobiernos de Irán y Sudán, así como de al-Qaeda. El gobierno egipcio recibió apoyo durante ese tiempo de Estados Unidos.
Se dice que el (los) grupo (s) constituyeron "las únicas organizaciones de masas genuinas del movimiento islamista" en Egipto. Si bien generalmente se cree que el asesinato del presidente egipcio Anwar Sadat en 1981 fue llevado a cabo por otro grupo islamista, la Jihad Islámica Egipcia, algunos han sugerido que al-Gamaa fue responsable o al menos relacionado con el asesinato. En 2003, la dirección encarcelada del grupo renunció al derramamiento de sangre, y una serie de miembros de alto rango fueron liberados y se le permitió al grupo reanudar sus actividades pacíficas semilegales. Por otra parte, algunos de sus miembros fueron liberados en 2011. El clérigo encarcelado Omar Abdel-Rahman era un líder espiritual del movimiento, y el grupo hizo campaña activamente por su liberación hasta su muerte en 2017.
Tras la Revolución egipcia de 2011, el movimiento formó un partido político, el Partido de la Construcción y el Desarrollo, que obtuvo 13 escaños en las elecciones de 2011-2012 a la cámara baja del Parlamento egipcio.

## Historia

### Su origen en las universidades
Su origen se remonta a la década de los setenta, cuando sectores radicales del movimiento estudiantil islámico crearon organizaciones nuevas como el Yihad Islámico y la propia Gama'a, al declarar los Hermanos Musulmanes, pioneros del islam político y su referente de mayor peso, su renuncia a la lucha armada.
Con el tiempo, las bases de reclutamiento de la organización dejaron de ser los campus para trasladarse a los suburbios urbanos empobrecidos y las áreas rurales, dando paso a una generación de militantes más joven y menos formada. En sus inicios, el grupo estaba activo principalmente en los campus universitarios y estaba compuesto principalmente por estudiantes universitarios. Originalmente eran una minoría en el movimiento estudiantil egipcio que estaba dominado por nasseristas y marxistas. Los izquierdistas criticaron fuertemente al nuevo gobierno de Sadat e instaron a Egipto a librar una guerra de venganza contra Israel, mientras que el presidente Sadat quería esperar y reconstruir el ejército. Sin embargo, con alguna "colaboración táctica discreta" con el gobierno, que buscaba un "contrapeso útil" para sus oponentes de izquierda, el grupo (s) comenzó a crecer en influencia en 1973.
El Movimiento Gama'at se extendió con bastante rapidez en los campus y ganó hasta un tercio de todas las elecciones de sindicatos de estudiantes. Estas victorias proporcionaron una plataforma desde la cual las asociaciones hicieron campaña a favor de la vestimenta islámica, el velo de las mujeres y la segregación de clases por género. Los administradores de universidades laicas se opusieron a estos objetivos.

### Expansión
Habiendo sido favorecidos una vez por el gobierno egipcio de Anwar Sadat, ahora lo amenazaban, oponiéndose apasionadamente a lo que creían que era una "paz vergonzosa con los judíos", también conocido como los Acuerdos de Camp David con Israel.. En 1979, comenzaron a ser acosados por el gobierno, pero su número creció de manera constante. En 1979, Sadat buscó disminuir la influencia de las asociaciones a través de una ley que transfirió la mayor parte de la autoridad de los sindicatos de estudiantes a profesores y administradores. Durante la década de 1980, sin embargo, los islamistas penetraron gradualmente en las facultades universitarias. En la Universidad de Assiut, que fue el escenario de algunos de los enfrentamientos más intensos entre los islamistas y sus oponentes (incluidas las fuerzas de seguridad, laicistas y coptos), el presidente y otros altos administradores, que eran islamistas, apoyaron las demandas de Gama'at para poner fin a -las clases de sexo y reducir la matriculación total de mujeres-. En otras universidades, Gama'at también prohibió la mezcla de géneros, películas, conciertos y bailes, y sus miembros comúnmente tenían objetos contundentes y barras de hierro a la mano.
Desde las universidades, los grupos se acercaron para hacer nuevos reclutas, predicando en los barrios pobres de las ciudades y en las zonas rurales, y después de una ofensiva contra ellos, los presos de las cárceles egipcias. En abril de 1981, el grupo se involucró en lo que probablemente comenzó como una disputa de clanes por el ganado o las fronteras entre los egipcios coptos y musulmanes en las cercanías de Minya, Egipto. El grupo creía en la posición de tributario o dhimmi para los cristianos en Egipto y se oponía a cualquier signo de "arrogancia" copta (istikbar), como la identidad cultural cristiana y la oposición a un estado islámico. El grupo distribuyó un folleto acusando al gobernador provincial cristiano de Egipto (designado por el gobierno) de proporcionar armas automáticas a los cristianos para atacar a los musulmanes, y a la administración Sadat de seguir las órdenes dadas por Estados Unidos.

### Comienzo de la campaña
En junio de 1981, estalló una brutal lucha sectaria entre musulmanes y coptos en el distrito pobre de al-Zawaiyya Al Hamra de El Cairo. Durante tres días de enfrentamientos, 17 personas murieron, 112 resultaron heridas y 171 edificios públicos y privados resultaron dañados. "Hombres y mujeres fueron masacrados; bebés arrojados por las ventanas, sus cuerpos aplastados contra el pavimento de abajo; hubo saqueos , asesinato e incendio provocado ".
Los grupos islámicos fueron acusados de participar en el incidente y en septiembre de 1981, un mes antes del asesinato de Sadat, el estado disolvió los grupos islámicos Al-Gama'a al-Islamiyya (aunque en primer lugar, nunca habían sido registrados legalmente), su infraestructura fue destruida y sus líderes arrestados.

### Asesinato del presidente Answar Sadat
En 1980, la Jihad Islámica Egipcia bajo el liderazgo de Muhammad abd-al-Salam Faraj, formó una coalición con Gama'a bajo el liderazgo de Karam Zuhdi, y ambos acordaron seguir la guía del jeque Omar Abdel-Rahman. Uno de los grupos de Faraj fue responsable del asesinato del presidente Anwar Sadat en 1981. Tras el asesinato, Karam Zuhdi expresó su pesar por conspirar con la Jihad Islámica Egipcia en el asesinato, según el Consejo de Relaciones Exteriores. Zuhdi fue uno de los 900 militantes que fueron liberados en abril de 2006 por el gobierno egipcio.

## Omar Abdel-Rahman
El clérigo Omar Abdel-Rahman fue el líder espiritual del movimiento. Fue acusado de participar en la conspiración de los atentados en el World Trade Center de 1993, y fue declarado culpable y sentenciado a cadena perpetua por su adhesión a una conspiración posterior para bombardear puntos de referencia de la ciudad de Nueva York, incluidas las oficinas de las Naciones Unidas y el FBI. El Grupo Islámico había amenazado públicamente con tomar represalias contra Estados Unidos si Rahman no salía de la cárcel. Sin embargo, el grupo luego renunció a la violencia y sus líderes y miembros fueron liberados de la prisión en Egipto. Abdel-Rahman murió el 18 de febrero de 2017.